# Mircea Vodă (Brăila)
Mircea Vodă é uma comuna romena localizada no distrito de Brăila, na região de Muntênia. A comuna possui uma área de  km² e sua população era de 3498 habitantes segundo o censo de 2007.